# كسر الرخام

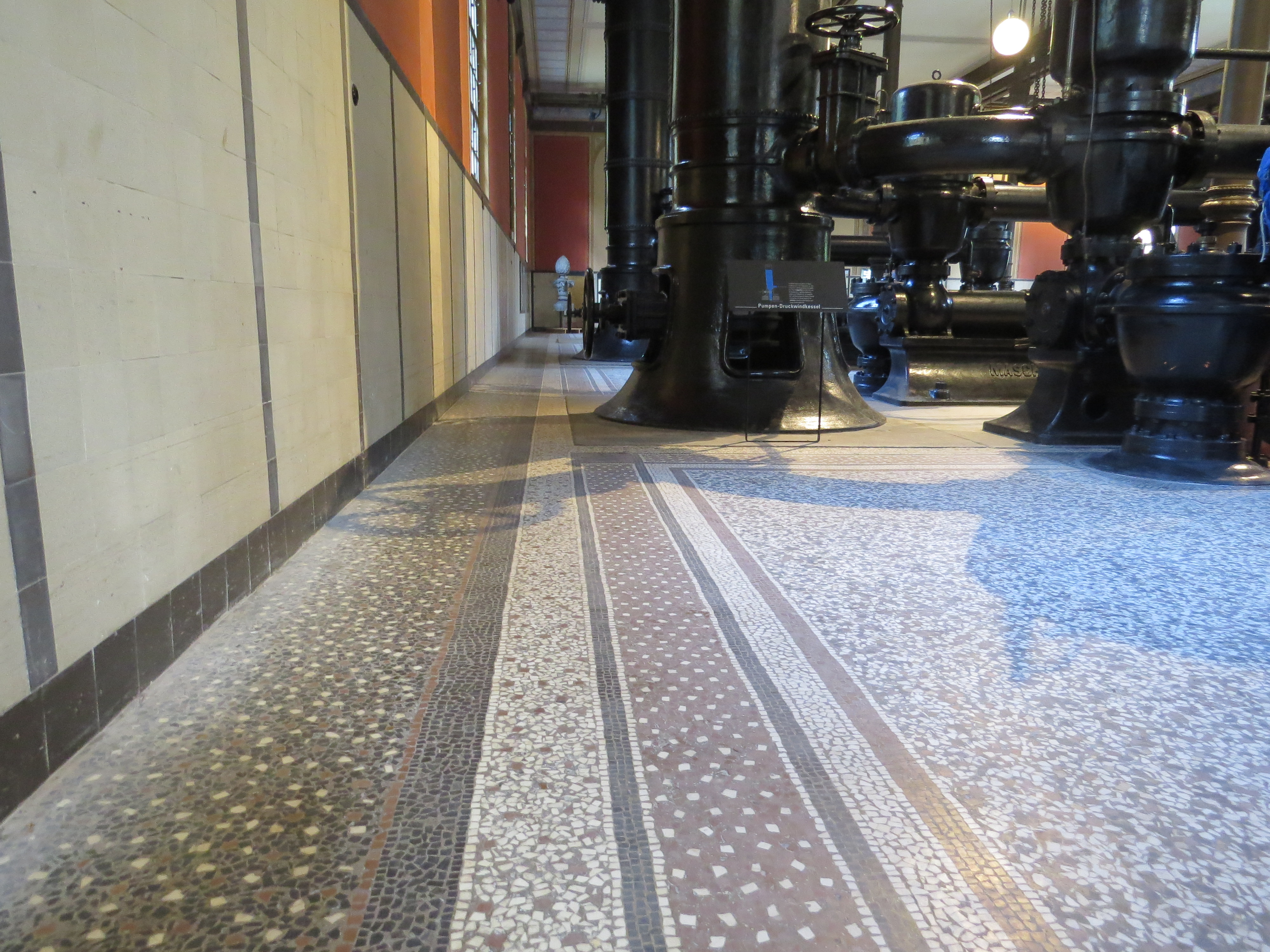
أرضيات من كسر الرخام.

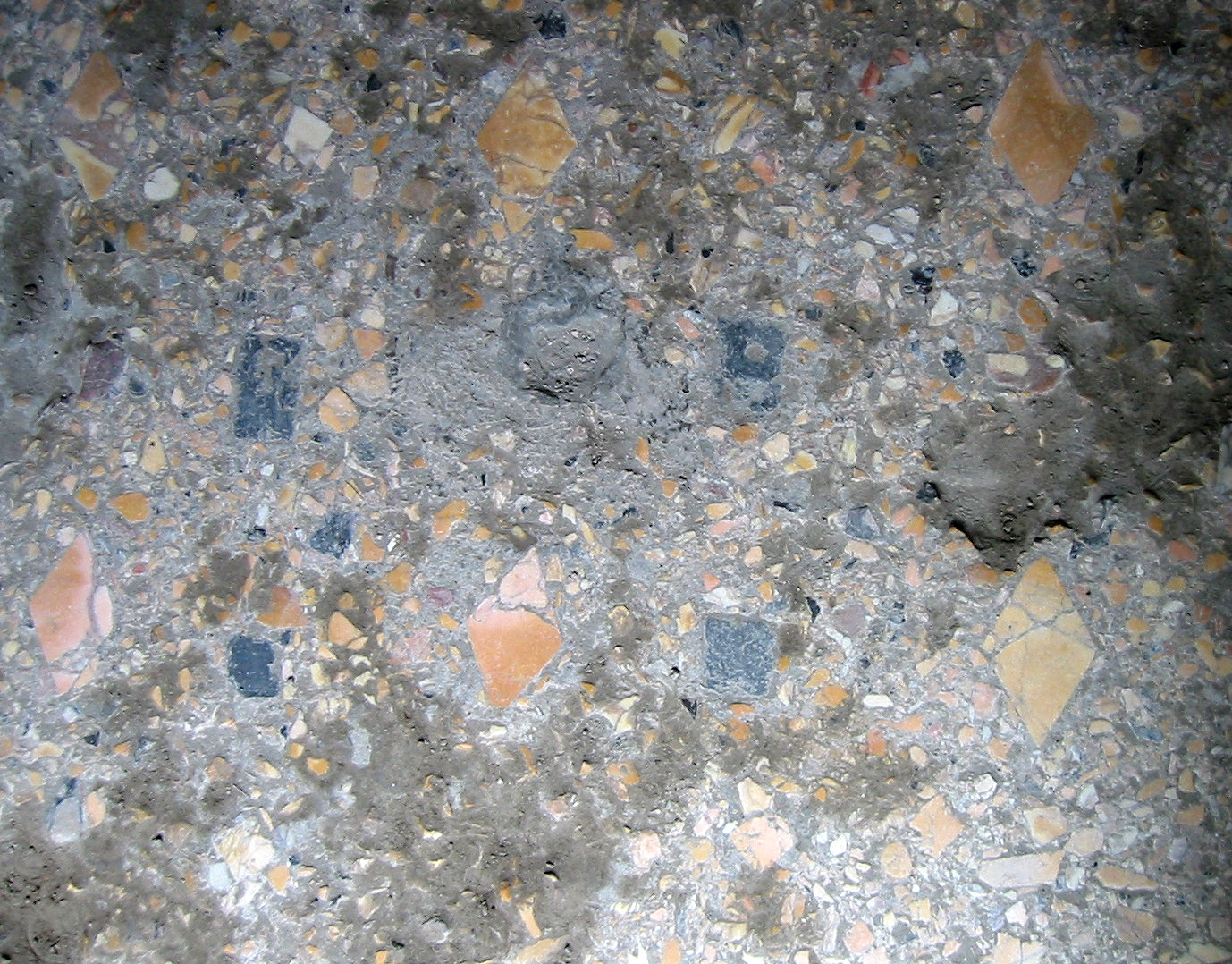
استعمال كسر الرخام كالبلاط.

يصنع كسر الرخام وتضاف إليه بعض المواد كالمرو والجرانيت والزجاج، ويستخدم لعلاج الأرضيات والحوائط.

## استخداماته
يستخدم كسرالرخام في أشياء عديدة منها:
1- يستخدم في تصميم الواجهات بحيث توضع طبقة من العجينة الخاصة بكسر الرخام ثم ترش بكسر الرخام عادة ما يفضل تقسيم السطح الذي يكسى بكسر الرخام حتى لا تظهر التعرجات ومن الناحية الجمالية أجمل.
2 - يستخدم في صنع البلاط.
3 - يستخدم أيضًا في صب الأرضيات ويكون ذلك بتركيب قطع كسر الرخام على وزنة معينة ( مستقيم، مائل....الخ ) ومن ثم صب الفراغات بإسمنت أبيض أو مصبوغ بالون المناسب ومن ثم يجلى باستخدام الجلاية.
ويمكن إستخدامه أيضًا في الحدائق والمزارع على شكل طريق يزرع بين فراغاته العشب أو يترك كما هو.